# Altay (thành phố cấp huyện)
Altay hoặc Aletai (âm Hán Việt: A Lạp Thái, chữ Hán giản thể: 阿勒泰, bính âm: Ālètài) là thành phố cấp huyện của địa khu Altay tại Châu tự trị dân tộc Kazakh- Ili (Ili Kazakh) thuộc Khu tự trị dân tộc Duy Ngô Nhĩ Tân Cương ở Trung Quốc, là trung tâm hành chính của địa khu Altay. Địa khu này có tổng diện tích 10.852 ki-lô-mét vuông, nhân khẩu 187.000 người, có khoảng 26 dân tộc khác nhau sinh sống tại địa khu bao gồm những dân tộc chính như người Hán, người Kazakh, người Duy Ngô Nhĩ, người Hồi và người Mông Cổ.

## Địa lý

### Khí hậu
Altay thuộc khí hậu lục địa bán khô cằn (Köppen BSk), có bốn mùa rõ rệt, nắng cao. Có gió lạnh mùa đông dài, mùa hè rất nóng, mùa xuân, thu ngắn. Tháng một nhiệt độ trung bình -15,5 ℃, tháng 7 nhiệt độ trung bình 21,8 ℃, nhiệt độ trung bình hàng năm là 4,5 ℃.
| Dữ liệu khí hậu của Altay (trung bình vào 1971–2000, cực độ 1951–2010) | Dữ liệu khí hậu của Altay (trung bình vào 1971–2000, cực độ 1951–2010) | Dữ liệu khí hậu của Altay (trung bình vào 1971–2000, cực độ 1951–2010) | Dữ liệu khí hậu của Altay (trung bình vào 1971–2000, cực độ 1951–2010) | Dữ liệu khí hậu của Altay (trung bình vào 1971–2000, cực độ 1951–2010) | Dữ liệu khí hậu của Altay (trung bình vào 1971–2000, cực độ 1951–2010) | Dữ liệu khí hậu của Altay (trung bình vào 1971–2000, cực độ 1951–2010) | Dữ liệu khí hậu của Altay (trung bình vào 1971–2000, cực độ 1951–2010) | Dữ liệu khí hậu của Altay (trung bình vào 1971–2000, cực độ 1951–2010) | Dữ liệu khí hậu của Altay (trung bình vào 1971–2000, cực độ 1951–2010) | Dữ liệu khí hậu của Altay (trung bình vào 1971–2000, cực độ 1951–2010) | Dữ liệu khí hậu của Altay (trung bình vào 1971–2000, cực độ 1951–2010) | Dữ liệu khí hậu của Altay (trung bình vào 1971–2000, cực độ 1951–2010) | Dữ liệu khí hậu của Altay (trung bình vào 1971–2000, cực độ 1951–2010) |
| Tháng                                                                  | 1                                                                      | 2                                                                      | 3                                                                      | 4                                                                      | 5                                                                      | 6                                                                      | 7                                                                      | 8                                                                      | 9                                                                      | 10                                                                     | 11                                                                     | 12                                                                     | Năm                                                                    |
| ---------------------------------------------------------------------- | ---------------------------------------------------------------------- | ---------------------------------------------------------------------- | ---------------------------------------------------------------------- | ---------------------------------------------------------------------- | ---------------------------------------------------------------------- | ---------------------------------------------------------------------- | ---------------------------------------------------------------------- | ---------------------------------------------------------------------- | ---------------------------------------------------------------------- | ---------------------------------------------------------------------- | ---------------------------------------------------------------------- | ---------------------------------------------------------------------- | ---------------------------------------------------------------------- |
| Cao kỉ lục °C (°F)                                                     | 5.3 (41.5)                                                             | 6.5 (43.7)                                                             | 23.1 (73.6)                                                            | 30.1 (86.2)                                                            | 34.1 (93.4)                                                            | 37.0 (98.6)                                                            | 37.5 (99.5)                                                            | 37.6 (99.7)                                                            | 35.0 (95.0)                                                            | 27.7 (81.9)                                                            | 17.6 (63.7)                                                            | 6.6 (43.9)                                                             | 37.6 (99.7)                                                            |
| Trung bình ngày tối đa °C (°F)                                         | −9.4 (15.1)                                                            | −6.8 (19.8)                                                            | 0.0 (32.0)                                                             | 14.0 (57.2)                                                            | 21.7 (71.1)                                                            | 26.5 (79.7)                                                            | 28.2 (82.8)                                                            | 26.8 (80.2)                                                            | 21.1 (70.0)                                                            | 12.1 (53.8)                                                            | 0.8 (33.4)                                                             | −6.9 (19.6)                                                            | 10.7 (51.3)                                                            |
| Trung bình ngày °C (°F)                                                | −15.5 (4.1)                                                            | −11.4 (11.5)                                                           | −5.8 (21.6)                                                            | 7.9 (46.2)                                                             | 15.3 (59.5)                                                            | 20.2 (68.4)                                                            | 21.8 (71.2)                                                            | 20.2 (68.4)                                                            | 14.4 (57.9)                                                            | 6.1 (43.0)                                                             | −4.5 (23.9)                                                            | −12.4 (9.7)                                                            | 4.5 (40.1)                                                             |
| Tối thiểu trung bình ngày °C (°F)                                      | −21 (−6)                                                               | −19.1 (−2.4)                                                           | −11.3 (11.7)                                                           | 2.2 (36.0)                                                             | 8.7 (47.7)                                                             | 13.3 (55.9)                                                            | 15.1 (59.2)                                                            | 13.4 (56.1)                                                            | 7.9 (46.2)                                                             | 1.0 (33.8)                                                             | −9.1 (15.6)                                                            | −17.5 (0.5)                                                            | −1.4 (29.5)                                                            |
| Thấp kỉ lục °C (°F)                                                    | −41.2 (−42.2)                                                          | −41.5 (−42.7)                                                          | −36.4 (−33.5)                                                          | −17.3 (0.9)                                                            | −4.3 (24.3)                                                            | 1.9 (35.4)                                                             | 6.0 (42.8)                                                             | 0.4 (32.7)                                                             | −6.2 (20.8)                                                            | −14.9 (5.2)                                                            | −40.8 (−41.4)                                                          | −43.5 (−46.3)                                                          | −43.5 (−46.3)                                                          |
| Lượng Giáng thủy trung bình mm (inches)                                | 12.5 (0.49)                                                            | 9.1 (0.36)                                                             | 8.7 (0.34)                                                             | 13.1 (0.52)                                                            | 16.6 (0.65)                                                            | 15.7 (0.62)                                                            | 25.8 (1.02)                                                            | 16.1 (0.63)                                                            | 15.6 (0.61)                                                            | 15.0 (0.59)                                                            | 22.3 (0.88)                                                            | 20.8 (0.82)                                                            | 191.3 (7.53)                                                           |
| Số ngày giáng thủy trung bình (≥ 0.1 mm)                               | 7.4                                                                    | 6.7                                                                    | 5.8                                                                    | 5.8                                                                    | 6.6                                                                    | 6.8                                                                    | 7.9                                                                    | 6.5                                                                    | 6.0                                                                    | 5.9                                                                    | 8.5                                                                    | 9.9                                                                    | 83.8                                                                   |
| Độ ẩm tương đối trung bình (%)                                         | 74                                                                     | 73                                                                     | 71                                                                     | 48                                                                     | 43                                                                     | 48                                                                     | 52                                                                     | 49                                                                     | 49                                                                     | 54                                                                     | 68                                                                     | 75                                                                     | 59                                                                     |
| Số giờ nắng trung bình tháng                                           | 163.6                                                                  | 182.4                                                                  | 247.7                                                                  | 281.9                                                                  | 325.4                                                                  | 338.2                                                                  | 343.5                                                                  | 326.6                                                                  | 278.6                                                                  | 220.8                                                                  | 153.5                                                                  | 131.1                                                                  | 2.993,3                                                                |
| Nguồn: Cục Khí tượng Trung Quốc                                        |                                                                        |                                                                        |                                                                        |                                                                        |                                                                        |                                                                        |                                                                        |                                                                        |                                                                        |                                                                        |                                                                        |                                                                        |                                                                        |

## Các đơn vị hành chính
Có 4 nhai đạo, 1 trấn, 9 hương (1 hương dân tộc Mông Cổ) quản lý 118 ủy ban thôn làng và 13 ủy ban cư dân. 
- Nhai đạo: Kim Sơn, Giao Khu, Giải Phóng, Đoàn Kết.
- Trấn: Bắc Đồn
- Hương: Hồng Đôn, A Vi Than, Thiết Mộc Nhĩ Thiết Khắc, A Lạp Cáp Khắc, Khắc Lạp Hy Lực Khắc, Tát Nhĩ Hồ Tùng, Ba Lý Ba Cái, Thiết Nhĩ Khắc Tề
- Hương dân tộc: làng người Mông Cổ Hãn Đức Cải Đặc

## Kinh tế
Altay là một khu vực chăn nuôi trọng điểm trên toàn quốc, là địa bàn cho các sản phẩm làm từ đuôi trâu và dê trên toàn quốc.

## Các thành phố kết nghĩa

### Trong nước
- Khu Nam Sơn thành phố Thâm Quyến
- Thành phố Duyên Cát tỉnh Cát Lâm
- Thị trấn Chân Như thành phố Thượng Hải

### Ngoài nước
- Huyện Đại Na Nhân, thành phố Ô Khải nước Cộng hòa Kazakhstan

## Giao thông
- Sân bay Altay
- Điểm xuất phát: Quốc lộ 216, Quốc lộ 217

## Nhân vật tiêu biểu
- Mã Phúc Tường (1876–1932), Thủ lĩnh quân sự Altay
- Rebiya Kadeer (sinh năm 1947), nhà hoạt động chính trị
- Hanati Silamu (sinh năm 1984), võ sĩ quyền anh